# Hans Rinn
Hans Rinn (19 de marzo de 1953) es un deportista de la RDA que compitió en luge en las modalidades individual y doble.
Participó en dos Juegos Olímpicos de Invierno en los años 1976 y 1980, obteniendo tres medallas, oro y bronce en Innsbruck 1976 y oro en Lake Placid 1980. Ganó ocho medallas en el Campeonato Mundial de Luge entre los años 1973 y 1979, y catorce medallas en el Campeonato Europeo de Luge entre los años 1973 y 1982.

## Palmarés internacional
| Juegos Olímpicos   | Juegos Olímpicos             | Juegos Olímpicos  | Juegos Olímpicos |
| Año                | Lugar                        | Medalla           | Prueba           |
| ------------------ | ---------------------------- | ----------------- | ---------------- |
| 1976               | Innsbruck (Austria)          | Medalla de oro    | Doble            |
| 1976               | Innsbruck (Austria)          | Medalla de bronce | Individual       |
| 1980               | Lake Placid (Estados Unidos) | Medalla de oro    | Doble            |
| Campeonato Mundial |                              |                   |                  |
| Año                | Lugar                        | Medalla           | Prueba           |
| 1973               | Oberhof (RDA)                | Medalla de oro    | Individual       |
| 1973               | Oberhof (RDA)                | Medalla de plata  | Doble            |
| 1974               | Königssee (RFA)              | Medalla de plata  | Individual       |
| 1975               | Hammarstrand (Suecia)        | Medalla de oro    | Doble            |
| 1977               | Igls (Austria)               | Medalla de oro    | Individual       |
| 1977               | Igls (Austria)               | Medalla de oro    | Doble            |
| 1978               | Igls (Austria)               | Medalla de bronce | Doble            |
| 1979               | Königssee (RFA)              | Medalla de plata  | Doble            |
| Campeonato Europeo |                              |                   |                  |
| Año                | Lugar                        | Medalla           | Prueba           |
| 1973               | Königssee (RFA)              | Medalla de oro    | Individual       |
| 1973               | Königssee (RFA)              | Medalla de oro    | Doble            |
| 1974               | Imst (Austria)               | Medalla de oro    | Individual       |
| 1974               | Imst (Austria)               | Medalla de plata  | Doble            |
| 1975               | Valdaora (Italia)            | Medalla de oro    | Doble            |
| 1975               | Valdaora (Italia)            | Medalla de bronce | Individual       |
| 1977               | Königssee (RFA)              | Medalla de plata  | Individual       |
| 1977               | Königssee (RFA)              | Medalla de plata  | Doble            |
| 1978               | Hammarstrand (Suecia)        | Medalla de oro    | Doble            |
| 1978               | Hammarstrand (Suecia)        | Medalla de plata  | Individual       |
| 1979               | Oberhof (RDA)                | Medalla de oro    | Individual       |
| 1979               | Oberhof (RDA)                | Medalla de plata  | Doble            |
| 1980               | Valdaora (Italia)            | Medalla de oro    | Doble            |
| 1982               | Winterberg (RFA)             | Medalla de plata  | Doble            |